# Mozolice Male
Mozolice Małe [pronunciación en polaco: /mɔzɔˈlit͡sɛ ˈmawɛ/] es un pueblo ubicado en el distrito administrativo de Gmina Sieciechów, dentro del condado de Kozienice, Voivodato de Mazovia, en el centro-este de Polonia.
Se encuentra a unos 6 kilómetros al noroeste de Sieciechów, a 9 kilómetros al este de Kozienice, y a 87 kilómetros al sureste de Varsovia, en la carretera del distrito en el camino hacia la carretera nacional.